# NGC 5517
NGC 5517 é uma galáxia espiral (S0-a) localizada na direcção da constelação de Boötes. Possui uma declinação de +35° 42' 40" e uma ascensão recta de 14 horas, 12 minutos e 51,3 segundos.
A galáxia NGC 5517 foi descoberta em 20 de Abril de 1882 por Édouard Jean-Marie Stephan.